# Alpi Nord-orientali
Le Alpi Nord-orientali (dette anche Alpi calcaree settentrionali - in tedesco Nördliche Kalkalpen, in inglese Northern Limestone Alps) sono una sezione delle Alpi, in particolare delle Alpi orientali.
Si collocano soprattutto in Austria e, marginalmente, in Germania, distinguendosi dalle Alpi Centro-orientali per la loro natura geologica: sono infatti composte da rocce sedimentarie e non da rocce cristalline.
Storicamente le suddivisioni delle Alpi non dividevano le Alpi orientali da nord a sud in considerazione della loro diversa natura geologica. Ad esempio la Partizione delle Alpi parla semplicemente di Alpi occidentali, Alpi centrali ed Alpi orientali.
Ancor oggi non vi è un accordo condiviso sulla delimitazione geografica delle Alpi Nord-orientali e sulla loro suddivisione.

## Classificazione del 1926
La Partizione delle Alpi del 1926 individuava in questo settore delle Alpi tre sezioni definite senza tenere conto dell'orogenesi: le Alpi Bavaresi, le Alpi Salisburghesi e le Alpi austriache.

## Classificazione della SOIUSA
La Suddivisione Orografica Internazionale Unificata del Sistema Alpino (SOIUSA) introdotta nel 2005, le divide in 7 sezioni (SZ), 27 sottosezioni (STS) e 69 supergruppi (SPG):
- (21) [3] Alpi calcaree nordtirolesi (Parseierspitze, 3.040 m)
  - Alpi della Lechtal (Parseier; Namloser)
  - Monti delle Lechquellen (Spuller Schafberg-Rote Wand-Braunarl)
  - Monti di Mieming e del Wetterstein (Mieming; Wetterstein)
  - Monti del Karwendel (Karwendel; Risser)
  - Alpi di Brandenberg (Rofan; Thierseer)
  - Monti del Kaiser (Wilder Kaiser-Unterberghorn; Zahmer Kaiser)

- (22) Alpi bavaresi (Großer Krottenkopf, 2.657 m)
  - Prealpi di Bregenz (Prealpi Occidentali di Bregenz; Prealpi Orientali di Bregenz)
  - Alpi dell'Algovia (Walsertal; Prealpi Occidentali dell'Algovia; Alpi dell'Algovia; Prealpi Orientali dell'Algovia; Tannheim)
  - Alpi dell'Ammergau (Daniel-Kreuzspitze-Kramer-Laber; Ammer-Trauch)
  - Alpi del Wallgau (Alpi Occidentali del Wallgau; Alpi Orientali del Wallgau)
  - Alpi del Mangfall (Tegernse; Schlierse)
  - Alpi del Chiemgau (Inzell; Prealpi di Chiemgau)

- (23) Alpi scistose tirolesi (Lizumer Reckner, 2.884 m)
  - Prealpi del Tux (Reckner-Malgrübler-Rosenjoch; Kalkwald-Rastkogel)
  - Alpi di Kitzbühel (Wildschönau; Pölven-Ellmau; Glemmtal)

- (24) Alpi settentrionali salisburghesi (Hochkönig, 2.941 m)
  - Monti dello Stein (Loferer Steinberge; Gruppo del Kirchberg; Leoganger Steinberge)
  - Alpi scistose salisburghesi (Monti di Dienten; Monti della Fritztal)
  - Alpi di Berchtesgaden (Alpi Meridionali di Berchtesgaden; Alpi Centro-orientali di Berchtesgaden; Alpi Centro-occidentali di Berchtesgaden; Alpi Settentrionali di Berchtesgaden)
  - Monti di Tennen (Tennen)

- (25) Alpi del Salzkammergut e dell'Alta Austria (Hoher Dachstein, 2.993 m)
  - Monti del Dachstein (Gosau; Dachstein; Kemet)
  - Monti del Salzkammergut (Gamsfeld-Osterhorn; Prealpi di Salisburgo; Schafberg-Höllen; Mondse-Gmundn)
  - Monti Totes (Totes; Warscheneck)
  - Prealpi dell'Alta Austria (Grünau; Kirchdorf; Molln; Sengsen; Neustift)

- (26) Alpi settentrionali di Stiria (Hochtor, 2.369 m)
  - Alpi dell'Ennstal (Haller Mauern; Gesäuse; Eisenerz)
  - Alpi Nord-orientali di Stiria (Hochschwab; Alpi di Mürzsteg; Rax-Schneeberg)

- (27) Alpi della Bassa Austria (Hochstadl, 1.919 m)
  - Alpi di Türnitz (Türnitz; Texing)
  - Alpi dell'Ybbstal (Zellerhut-Ötscher; Lunz; Höllenstein; Eisenwurzen)
  - Prealpi Orientali della Bassa Austria (Gutenstein; Wienerwald)

## Classificazione dell'AVE

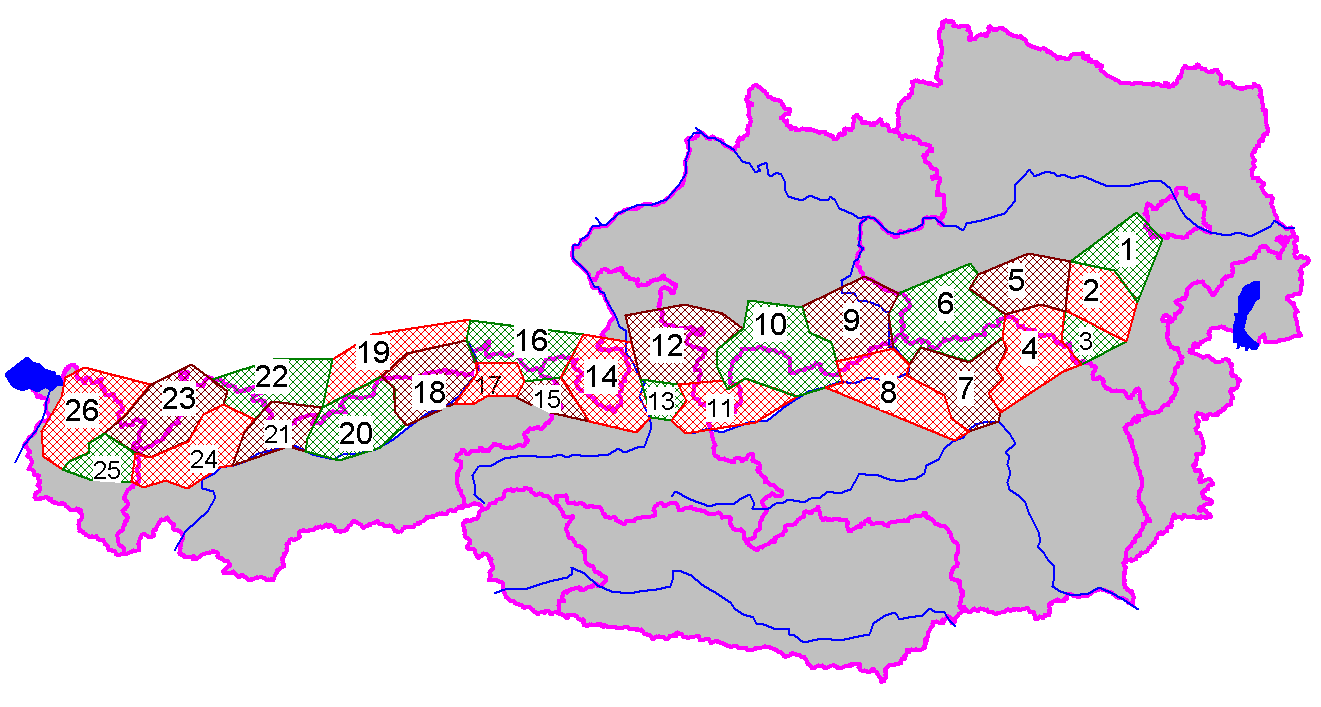
Alpi Nord-orientali.

Secondo la classificazione seguita dai club alpini tedesco ed austriaco l'AVE le Alpi Nord-orientali sono così individuate :
- Wienerwald (1)
- Alpi di Gutenstein (2)
- Rax et Schneeberg (3)
- Alpi di Mürzsteg (4)
- Alpi di Türnitz (5)
- Alpi d'Ybbstal (6)
- Massiccio del Hochschwab (7)
- Alpi d'Ennstal (8)
- Prealpi dell'Alta Austria (9)
- Massiccio Mort (tedesco: Totes Gebirge) (10)
- Massiccio del Dachstein (11)
- Massiccio del Salzkammergut (12)
- Massiccio di Tennen (13)
- Alpi di Berchtesgaden (14)
- Massicci di Lofer e Leogang (15)
- Alpi del Chiemgau (16)
- Massiccio dell'Empereur (tedesco: Kaisergebirge) (17)
- Alpi di Brandenberg (18)
- Prealpi bavaresi (19)
- Karwendel (20)
- Wetterstein (21)
- Alpi d'Ammergau (22)
- Alpi dell'Algovia (23)
- Alpi della Lechtal (24)
- Massiccio di Lechquellen (25)
- Massiccio del Bregenzerwald (26)